# Prangos herderi
Prangos herderi är en flockblommig växtart som först beskrevs av Eduard August von Regel, och fick sitt nu gällande namn av Herrnst. och Chaia Clara Heyn. Prangos herderi ingår i släktet Prangos och familjen flockblommiga växter.

## Underarter
Arten delas in i följande underarter:
- P. h. herderi
- P. h. xinjiangensis